# پونتیاک آزتک
پونتیاک آزتک (Pontiac Aztek) خودرویی است که در سال‌های ۲۰۰۱ تا ۲۰۰۵تولید شده‌است. طراحی آن موتور جلو، خودرو محور جلو و خودرو چهار چرخ محرک بوده‌است. سیستم جعبه‌دندهٔ آن ۴ دنده به صورت خودکار است.
ماشین شخصیت معروف فیلم بریکنیگ بد والتروایت نیز بوده‌است.